# Leptogaster ferruginea
Leptogaster ferruginea là một loài ruồi trong họ Asilidae. Leptogaster ferruginea được Walker miêu tả năm 1858. Loài này phân bố ở miền Australasia.